# عالی‌جناب، به همان اندازه عالی‌جناب، و سومین

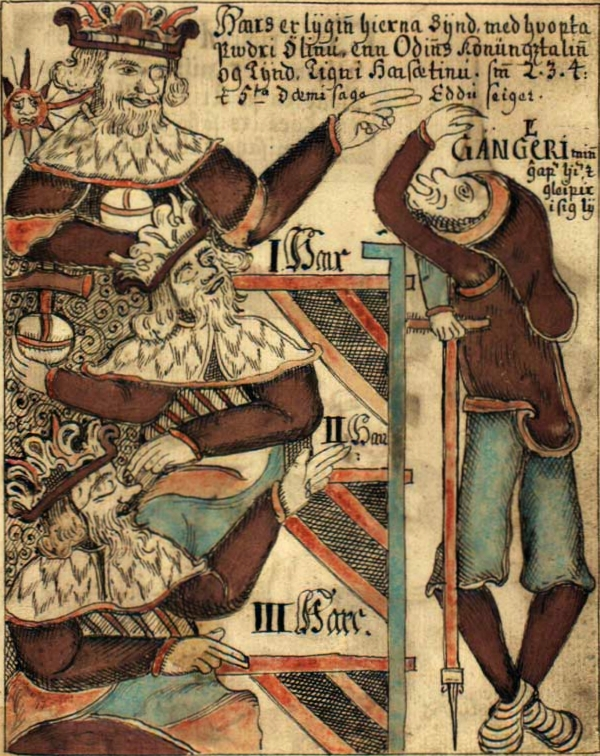
والا، به همان اندازه عالی‌جناب و سومین با گانگ‌لِری در یک نسخه خطی ایسلندی سدهٔ هجدهم میلادی گفتگو می‌کنند.

عالی‌جناب یا والا، به همان اندازه عالی‌جناب، و سومین (به ترتیب اسکاندیناوی قدیم: Hárr  [ˈhɑːrː]، Jafnhárr  [ˈjɑvnˌhɑːrː]، و Þriði  [ˈθriðe] در کتاب ادای منثور و بخش گیلفاگینینگ («گیلفی فریب خورنده»)، یکی از قدیمی‌ترین و مهم‌ترین منابع اسطوره‌شناسی اسکاندیناوی، سه چهره بر تخت نشسته‌اند (به تعبیری نام‌های اودین هستند) که به پرسش‌های شهریار گیلفی دربارهٔ ایزدان آسیر و کارهای آنان پاسخ می‌دهند. بالا بر پایین‌ترین، درست به عنوان بالا در میانه بلندترین، و سومی در بالاترین تاج و تخت. این سه تا آخرین بخش به پرسش‌ها پاسخ می‌دهند، که در آن سه مرد و سالن بزرگ ناگهان ناپدید می‌شوند. در فصل بیستم کتاب گیلفاگینینگ (ترجمه آنتونی فالکز) آمده است که این نام از جمله نام‌های مستعار استفاده شده توسط اودین هستند:
[اودین] در دیدارش از پادشاه جیرود، خود را با نام‌های مختلف دیگری نامید:
«من خودم را [...] سومین، [...] والا، [... و] به همان اندازه والا» می‌نامم.